# 奪命鴛殃
《奪命鴛殃》（英語：Murder Mystery）是一部2019年美國喜劇懸疑片，講述一對已婚夫婦在億萬富翁的遊艇上捲入謀殺案的故事。電影由凱爾·紐瓦克執導，詹姆斯·范德比爾特編劇，亞當·山德勒和珍妮佛·安妮斯頓領銜主演；2019年6月14日於Netflix上線，口碑褒貶不一。2023年推出續集《奪命鴛殃2》。

## 演員
- 亞當·山德勒飾演尼克·史皮茲（Nick Spitz）
- 珍妮佛·安妮斯頓飾演奧黛莉·史皮茲（Audrey Spitz）
- 路克·伊凡斯飾演查爾斯·卡文迪什（Charles Cavendish）
- 泰倫斯·史丹普（英语：Terence Stamp）飾演馬爾科姆·昆斯（Malcolm Quince）
- 杰玛·阿特登飾演葛蕾絲·巴拉德（Grace Ballard）
- 戴维·沃廉姆斯飾演托比·昆斯（Tobey Quince）
- 丹尼·伯恩飾演克洛斯督察（Inspector de la Croix）
- 約翰·卡尼爾（英语：John Kani）飾演烏倫加上校（Colonel Ulenga）
- 阿黛爾·阿赫塔爾飾演王公（Maharajah）
- 歐拉法·達利·歐拉夫森飾演塞吉（Sergei）
- 路易斯·傑拉多·門德茲（英语：Luis Gerardo Méndez）飾演胡安·卡洛斯（Juan Carlos）
- 忽那汐里飾演蘇西·中村（Suzi Nakamura）
- 艾瑞克·葛里芬（英语：Erik Griffin）飾演吉米·斯特恩（Jimmy Stern）
- 舒芙·布萊德蕭（英语：Sufe Bradshaw）飾演霍莉（Holly）
- 潔奇·山德勒（Jackie Sandler）飾演美麗的空姐
- 艾倫·卡瓦特（英语：Allen Covert）飾演遊客爸爸
- 莫莉·麥克尼爾妮（Molly McNearney）飾演洛琳（Lorraine）
- 妮可·藍道爾·強森（英语：Nicole Randall Johnson）飾演瑪莉索兒（Marisol）
- 安德里亞·本德瓦爾德（英语：Andrea Bendewald）飾演客戶#2

## 外部連結
- 互联网电影数据库（IMDb）上《奪命鴛殃》的资料（英文）